# Церковь Богоматери Помощницы Христиан (Мюнхен)
Церковь Богоматери Помощницы Христиан (Мариахильфкирхе или Мариа-Хильф-ин-дер-Ау; нем. Maria Hilf in der Au) — римско-католическая приходская церковь в районе Ау города Мюнхен (федеральная земля Бавария), на площади Мариахильплатц (Mariahilfplatz); неоготическое здание храма было построено в 1831—1839 годах.

## История и описание
У городе Ау было три церкви, стоявшие в непосредственной близости от центральной площади Rasenplatz: часовня Святого Креста, освященная в 1466 и снесённая в 1817 году; монастырский храм Святого Карла Борромео, освященный в 1625 году и после секуляризации служивший тюремной церковью; и старая часовня Богоматери Помощницы Христиан, освященная во время Тридцатилетней войны, в 1629 году, и расширенная в 1723. Формально новая приходская церковь Богоматери Помощницы Христиан является преемником часовни Мариахильф — фактически храм является преемником всех трёх церквей города.
После того, как в 1813 году Ау стал пригородом Мюнхена у городских властей возникла идея создания представительной площади, которая соответствовала бы идеалам городского планирования. Король Баварии Людвиг I поручил архитектору Йозефу Даниэлю Ольмюллеру (Joseph Daniel Ohlmüller) из Бамберга построить приходскую церковь «в стиле немецкой готики». Ольмюллер, являвшийся учеником Карла фон Фишера, приобрел практический опыт в ходе работ в Бамбергском соборе. Неоготический стиль Ольмюллера демонстрировал различные модели трехнефного зального храма: как германские, так и французские. Здание было построено из кирпича и украшено элементами из известняка. Окна храма были выполнены по эскизам Йозефа Антона Фишера и Иоганна Шраудольфа.
Первый камень в основание новой церкви был заложен в 1831 году; здание было завершено к 1839 году и освящена архиепископом Лотаром Ансельмом фон Гебзаттелем (Lothar Anselm von Gebsattel). Последней частью строительных работ руководил уже архитектор Георг Фридрих Цибланд. Таким образом Мариахильфкирхе является одним из первых неоготических церковных зданий в Германии. В период с 1926 по 1928 год на башне-колокольне были проведены масштабные ремонтные работы.
В годы Второй мировой войны, во время масштабного авианалета на Мюнхен от 25 апреля 1944 года, церковь Богоматери Помощницы была разрушена до внешних стен — устояла только колокольня. В 1947 году архитектор Георг Хольцбауэр (Georg Holzbauer) представил планы реконструкции старой церкви по упрощённому проекту, но они были отклонены. В 1951—1952 году храм был восстановлен по проекту архитекторов Ханса Дёлльгаста и Михаэля Штайнбрехера: внешний вид здания был значительно упрощен — от первоначальной концепции Ольмюллера сохранилась лишь небольшая часть элементов. Так большие остроконечные арочные окна были практически полностью замурованы. 13 сентября 1953 года кардинал Йозеф Вендель повторно освятил церковь.